# Onosma leptanthum
Onosma leptanthum är en strävbladig växtart som beskrevs av Theodor Heinrich von Heldreich. Onosma leptanthum ingår i släktet Onosma och familjen strävbladiga växter. Inga underarter finns listade i Catalogue of Life.